# Wilhelm von Lieven

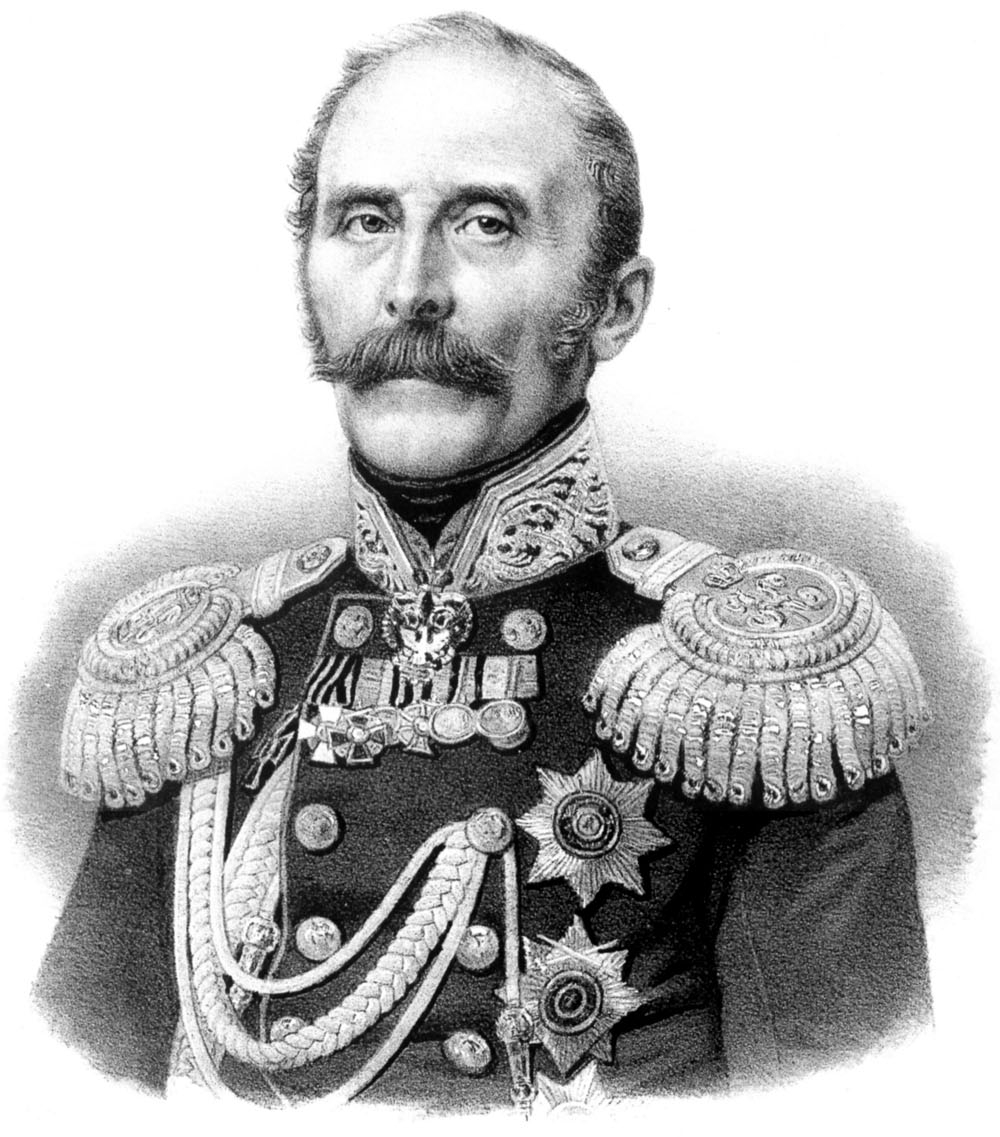
Wilhelm Heinrich von Lieven (vor 1865)

Wilhelm Heinrich Freiherr von Lieven (russisch Вильгельм Карлович Ливен; * 18. Septemberjul. / 29. September 1799greg. in Dünhof; † 22. Januarjul. / 3. Februar 1880greg. in St. Petersburg), war ein russischer General der Infanterie.

## Leben

### Herkunft und Familie
Wilhelm war Angehöriger der baltischen Barone Lieven. Seine Eltern waren der Erbherr auf den kurländischen Gütern Dünhof und Merzendorf Carl von Lieven (1778–1836) und Charlotte, geb. Gräfin von Sayn-Wittgenstein-Hohenstein (1778–1849).
Er vermählte sich 1835 mit Maria Aleksandrovna Sablukowa (1814–1878), Tochter des russischen Generalleutnants und Generalgouverneurs von St. Petersburg Alexander Alexandrowitsch Sablukow (1783–1857). Aus der Ehe gingen die Kinder Sophia (1844–1855), Katharina (1848–1849), Elena (1851–1869) und Nicolai (1854–1874) hervor.

### Werdegang
Lieven besuchte von 1814 bis 1817 das Gymnasium und studierte in den Jahren 1817 bis 1819 Militärwissenschaften an der Kaiserlichen Universität Dorpat. Studien in Stuttgart und Paris schlossen sich an.
Seit 1821 diente er im russischen Heer und stand 1823 als Fähnrich bei der Suite Alexanders I. 1825 war er im Garde-Generalstab und nahm 1828 bis 1829 am Russisch-Türkischen Krieg teil. Zwischenzeitlich zum Stabskapitän avanciert nahm er auch 1831 auch am polnischen Feldzug teil, wo er Quartiermeister bei der Garde-Abteilung war. Als Kapitän war er 1832 Quartiermeister bei der 1. Garde-Infanterie-Division und wurde 1833 in spezieller Mission nach Konstantinopel und Kleinasien entsandt. Er stieg 1834 zum Oberst auf und war 1836 Flügeladjutant und Oberquartiermeister der Gardekorps. Im Jahr 1842 wurde er erneut in spezieller Mission nach Wien, Serbien und Konstantinopel entsandt. Als Generalmajor der kaiserlichen Suite wurde er 1845 Generaladjutant und begleitete Nikolai I. ins Ausland. Er avancierte 1849 zum Generalleutnant und war von 1855 bis 1861 Generalquartiermeister des Generalstabs. Nach seiner Beförderung 1859 zum General der Infanterie war er von 1861 bis 1864 Generalgouverneur der Ostseeprovinzen, sowie bereits 1863 Mitglied des Reichsrats. Er wurde 1871 zum Oberjägermeister des kaiserlichen Hofes. Lieven war seit 1857 Ehrenmitglied der Russische Akademie der Wissenschaften, von 1848 bis 1880 Patron der St. Katharinen-Kirche in St. Petersburg sowie seit 1862 Ehrenmitglied der Gesellschaft für Geschichte und Altertumskunde der Ostseeprovinzen Russlands in Riga.

### Güterbesitz
Er war zeitweise im Besitz von Iwanowskaja im Gouvernement Jaroslawl, besaß von 1864 bis 1873 Pawassern in Kurland sowie seit 1870 Dworžica im Gouvernement Witebsk. Ohne in Livland oder auf Oesel grundbesitzlich zu sein, hat Lieven mit seiner Deszendenz 1862 das livländische und 1865 das oeselsche Indigenat erhalten.

## Auszeichnungen (Auswahl)
- St.-Stanislaus-Orden III. Klasse (1833), I. Klasse (1843)
- Orden des Heiligen Andreas des Erstberufenen (1873)
- Alexander-Newski-Orden (1856)
- St.-Wladimir-Orden IV. Klasse (1828), II. Klasse (1854), I. Klasse (1862)
- St.-Anna-Orden III. Klasse (1828), II. Klasse (1829), I. Klasse (1848)
- Kaiserlich-Königlicher Orden vom Weißen Adler (1852)
- St.-Georgs-Orden IV. Klasse (1842)
- Goldenes Schwert für Tapferkeit
- Roter Adlerorden I. Klasse (1852)
- Dannebrogorden II. Klasse (1838)
- Schwertorden III. Klasse (1838)
- Seraphinenorden (1873)
- Königlich Preußischer St. Johanniter-Orden (1834)
- Guelphen-Orden III. Klasse
- Großherzoglich Hessischer Ludwigsorden Kommandantenkreuz (1839)
- Orden vom Niederländischen Löwen (1839)
- Österreichisch-kaiserlicher Leopold-Orden I. Klasse (1848)
- Orden der Eisernen Krone (Österreich) (1843)
- k.u. Sankt Stephans-Orden (1874), Groß Kreuz (1865)